# Brett Maher
Brett Steven Maher (Adelaide, 17 aprile 1973) è un ex cestista australiano.

## Carriera
Con l'Australia ha disputato tre edizioni dei Giochi olimpici (Atlanta 1996, Sydney 2000, Atene 2004) e i Campionati mondiali del 1998.